# 凤凰镇 (重庆市)
凤凰镇，是中华人民共和国重庆市沙坪坝区下辖的一个乡镇级行政单位。

## 行政区划
凤凰镇下辖以下地区：
凤凰社区、皂角村、凤凰桥村、八字桥村、胡南坝村、杨家庙村、五福村和威灵寺村。